# ECW Massacre on 34th Street
ECW Massacre on 34th Street est un ancien pay-per-view de catch de la Extreme Championship Wrestling, et était l'avant dernier PPV de la ECW avant sa fermeture. Il s'est déroulé le 3 décembre 2000 au Hammerstein Ballroom, situé sur le 34th Street de New York.
- Dark match : New Jack def. Angel
- Dark match : H.C. Loc def. Danny Daniels
- Christian York et Joey Matthews def. Simon Diamond et Swinger (5:38)
  - York a effectué le tombé sur Swinger après un Splash.
- EZ Money (w/Chris Hamrick et Julio Dinero) def. Balls Mahoney (7:52)
  - Money a effectué le tombé sur Mahoney.
- Nova (w/Balls Mahoney) def. Julio Dinero (w/Chris Hamrick, EZ Money et Elektra) (5:57)
  - Nova a effectué le tombé sur Dinero avec un Flying Crossbody.
- Danny Doring et Amish Roadkill def. The F.B.I. (Little Guido et Tony Mamaluke) pour remporter le ECW Tag Team Championship (9:01)
  - Guido a subi le compte de trois après un Hart Attack.
- C.W. Anderson def. Tommy Dreamer (16:47)
  - Anderson a effectué le tombé sur Dreamer après un Anderson Spinebuster à travers une table.
- Rhino def. Spike Dudley pour conserver le ECW World Television Championship (9:51)
  - Rhino a effectué le tombé sur Dudley après l'avoir frappé avec une chaise trois fois.
- The Unholy Alliance (Yoshihiro Tajiri et Mikey Whipwreck) (w/The Sinister Minister) def. Super Crazy et Kid Kash (18:24)
  - Tajiri a effectué le tombé sur Crazy après un Diving Double Foot Stomp après trois coups de chaises sur une table.
- Steve Corino (w/Jack Victory) def. Jerry Lynn et Justin Credible (w/Francine) dans un Three-Way Dance pour conserver le ECW World Heavyweight Championship (22:59)
  - Credible a effectué le tombé sur Lynn après un That's Incredible! (11:42)
  - Corino a effectué le tombé sur Credible après un Old School Expulsion (22:59)